# Messe-Prater (metropolitana di Vienna)
Messe-Prater è una stazione della linea U2 della metropolitana di Vienna situata nel 2º distretto. La stazione è entrata in servizio il 10 maggio 2008, nel contesto della seconda fase di estensione della metropolitana e come parte del prolungamento della U2 da Schottenring. È l'ultima stazione sotterranea prima della tratta esterna su viadotto fino a Seestadt.

## Descrizione
La stazione si trova in corrispondenza della Fiera di Vienna (Messe Wien) e del parco cittadino del Prater, a sud del quartiere Stuwerviertel e sull'angolo nord-occidentale del parco divertimenti del Prater. Ai treni si accede tramite una banchina a isola centrale, raggiungibile anche tramite ascensori e il soffitto di colore verde presenta dei lucernari per l'illuminazione naturale.

## Ingressi
- Messe
- Prater